# وست ترنتون (نیوجرسی)
وست ترنتون (به انگلیسی: West Trenton) یک منطقهٔ مسکونی در ایالات متحده آمریکا است که در نیوجرسی واقع شده‌است. وست ترنتون ۴۹٫۹۹ متر بالاتر از سطح دریا واقع شده‌است.